# Philodromus multispinus
Philodromus multispinus är en spindelart som beskrevs av Lodovico di Caporiacco 1933. Philodromus multispinus ingår i släktet Philodromus och familjen snabblöparspindlar.
Artens utbredningsområde är Libya. Inga underarter finns listade i Catalogue of Life.